# Saab Aero-X
Beim Saab Aero-X handelt es sich um eine 2006 vorgestellte Pkw-Studie von Saab. Die Saab-Designer im Team von Anthony Lo entwickelten mit diesem Fahrzeug einige neue Konzepte.
Der Aero-X ist ein zweitüriges Coupé mit einem insgesamt nach oben wegklappbaren Oberteil, das Dach, Frontscheibe und Türen enthält (die sogenannte Canopy). Auf eine A-Säule konnte so verzichtet werden, was einen besonders übersichtlichen Panorama-Blick aus dem Fahrzeug gestattet. Die Karosserie besteht aus kohlenstofffaserverstärktem Kunststoff, das Fahrwerk ist elektronisch gesteuert. Das Instrumentenpanel wirkt durch vorgestellte Plexiglas-Elemente dreidimensional. Das Tagfahrlicht ist bläulich und soll Eis im skandinavischen Winter andeuten.
Angetrieben wird er von einem 2,8-l-V6-Motor mit Doppelturbolader über ein Siebenganggetriebe mit Schaltwippen; der Motor ist auf Betrieb mit 100 % Ethanol ausgelegt. Die Leistung beträgt 400 PS (294 kW), damit erreicht er eine Beschleunigung von 0 auf 100 km/h in 4,9 s. Das Fahrzeug ist auf eine Spitzengeschwindigkeit von 250 km/h abgeregelt.
Einige Elemente der Studie fanden mit der ab 2010 produzierten Saab-9-5-Generation ihren Weg in die Serie.